# Urban Jürgensen
Urban Jürgensen (5. august 1776 i København–14. maj 1830 sammesteds) var en dansk urmager.